# Zegris
Zegris is een geslacht in de orde van de Lepidoptera (vlinders) familie van de Pieridae (Witjes).
Zegris werd in 1836 beschreven door Boisduval.

## Soorten
Zegris omvat de volgende soorten:
- Zegris eupheme - (Esper, 1804)
- Zegris fausti - Christoph, 1877
- Zegris pyrothoe - (Eversmann, 1832)